# Берберска крастава жаба
Берберската крастава жаба (Amietophrynus mauritanicus) е вид жаба от семейство Крастави жаби (Bufonidae). Видът не е застрашен от изчезване.

## Разпространение и местообитание
Разпространен е в Алжир, Испания, Мароко и Тунис.
Среща се на надморска височина от 8 до 337,1 m.

## Описание
Популацията на вида е стабилна.